# Путін. Війна

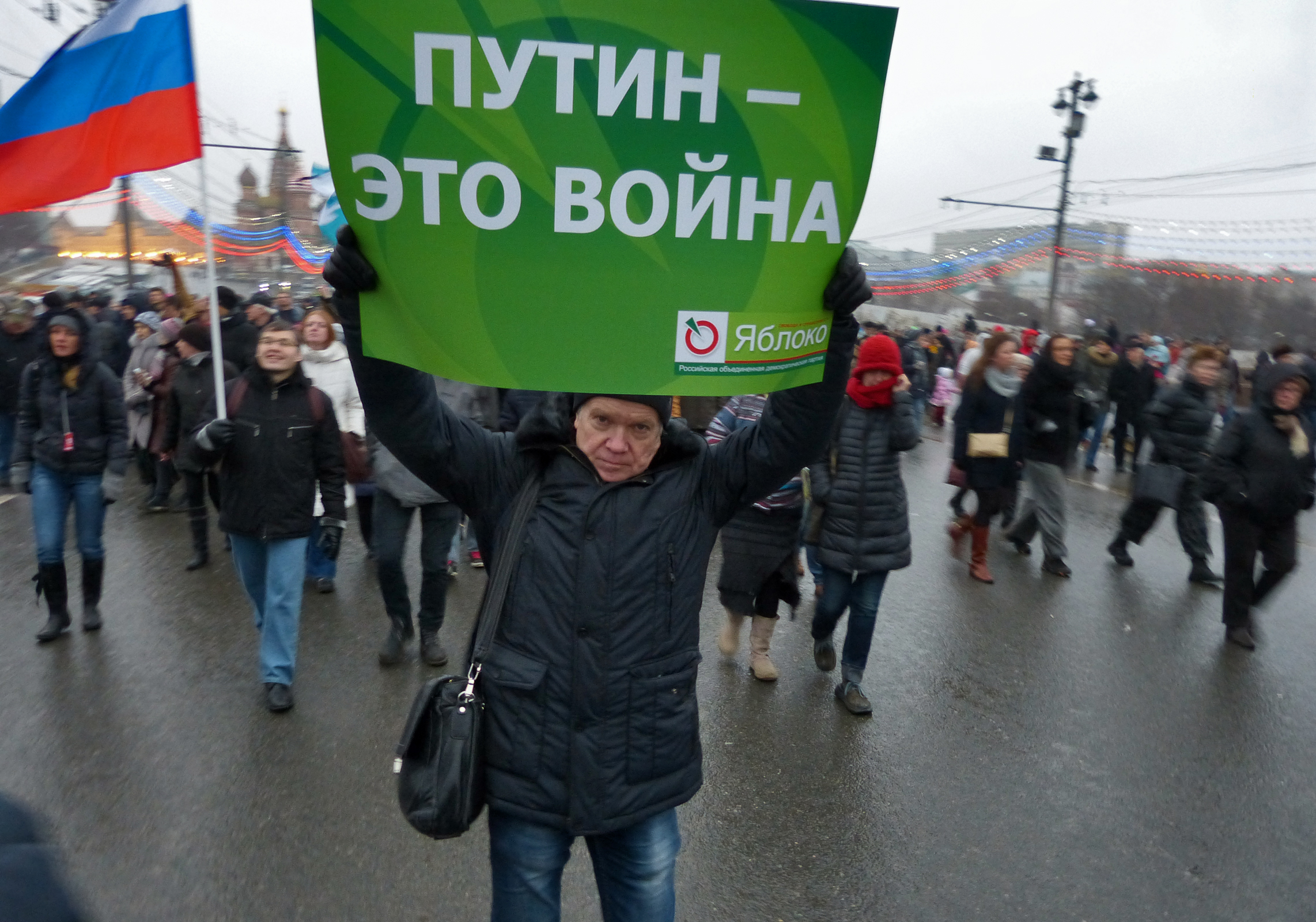
Марш пам'яті Бориса Нємцова у Москві 1 березня 2015 року

«Путін. Війна» (рос. «Путин. Война») — дослідження про втручання Росії в українську політику та застосування російських збройних сил у війні на сході України, виконане російським опозиційним політиком Борисом Нємцовим. 

## Оприлюднення
Було опубліковане на сайті рос. «Путин.Итоги» 12 травня 2015 року. 

## Зміст
В дослідженні наводяться факти щодо підготовки анексії Криму, незаконного перебування на території України російських військ і їх участь у війні. Є фото жертв із числа російських військових, задіяних у військових діях, наведена приблизна оцінка втрат і витрат, що понесла російська економіка. Назва доповіді є алюзією на попередні доповіді Нємцова: «Путін. Підсумки» (рос. «Путин. Итоги») та «Путін. Підсумки. 10 років» (рос. «Путин. Итоги. 10 лет»), в яких викривались нищівні для Росії наслідки правління Путіна.
Станом на 13 травня 2015 на сайті «Путин. Итоги» ведеться збір коштів для публікації масовим тиражем. Доповідь буде поширюватися методом «із рук в руки».

## Автори
Матеріали для доповіді почав збирати Борис Нємцов на початку 2015 року. Після вбивства Нємцова, можливо пов'язаного з цим дослідженням, над текстом працювали деякі представники російської опозиції: колишній віце-прем'єр Росії Альфред Кох, російські журналісти Катерина Винокурова, Айдер Муждабаєв, Олег Кашин, економіст Сергій Алексашенко, члени політради РПР-ПАРНАС Ілля Яшин і Леонід Мартинюк, виконавчий директор партії Ольга Шоріна. Фото для доповіді надали: Марія Турченкова, Євген Фельдман, Петро Шеломовський та Денис Синяков.
Доповідь складена на основі відкритих даних. Окремо розміщені відомості, отримані Нємцовим від родичів загиблих в Україні російських солдатів.

## Презентація доповіді
Доповідь була презентована в штаб-квартирі партії РПР-ПАРНАС 12 травня 2015 року. Початковий тираж паперової версії — 2 тисячі екземплярів. Ілля Яшин заявив, що під час публікації вони зіштовхнулися із проблемами, оскільки більшість типографій відмовилися друкувати.
Одразу після виходу доповіді американська недержавна організація Free Russia Foundation почала готувати переклад доповіді англійською мовою. Презентація англомовної версії відбулася 28 травня 2015 в Нью-Йорку.
Переклади доповіді зроблені також німецькою, французькою та іспанською мовами. Готуються переклади іншими мовами..

## Зміст
|  | «Задача оппозиции сейчас — просвещение и правда. А правда в том, что Путин — это война и кризис». Б. Немцов, запись в Facebook от 31 января 2015 года |

Дослідження розбито на 11 глав, вони охоплюють події з початку Євромайдану, коли, за версією авторів, в Кремлі був розроблений сценарій «повернення Криму», і до початку 2015 р.
Перелік глав (рос.):
- Предисловие
- Глава 1. Зачем Путину эта война
- Глава 2. Ложь и пропаганда
- Глава 3. Как забирали Крым
- Глава 4. Российские военные на востоке Украины
- Глава 5. Добровольцы или наемники?
- Глава 6. Груз-200
- Глава 7. Военторг Владимира Путина
- Глава 8. Кто сбил Боинг
- Глава 9. Кто управляет Донбассом
- Глава 10. Гуманитарная катастрофа
- Глава 11. Сколько стоит война с Украиной
- Заключение

В кінці дослідження наведена загальна оцінка війни, яку Росія веде проти України:
|  | Эта война — позор нашей страны. Но сама собой проблема не рассосется. Путина необходимо остановить. И сделать это сможет только сам российский народ. Давайте остановим эту войну вместе. |

Всього дослідження займає 64 сторінок тексту. Текст проілюстрований 46 фотографіями і 8 графіками.

## Офіційна реакція Кремля
Не дивлячись на запити, офіційної реакції від російської влади станом на 13 травня 2015 не було.